# Bithynia troschelii
Bithynia troschelii is een slakkensoort uit de familie van de Bithyniidae. De wetenschappelijke naam van de soort is voor het eerst geldig gepubliceerd in 1842 door Paasch.